# 九里镇
九里镇，是中华人民共和国四川省乐山市峨眉山市下辖的一个乡镇级行政单位。2019年12月，撤销乐都镇，将其所属行政区域划归九里镇管辖。

## 行政区划
九里镇下辖以下地区：
文昌社区、兴胜村、林场村、兴阳村、临江村、付河村、刘浩村、农场村、白衣村、车箭村、吴庵村、三义村、汪家村、李桥村、方碾村和宋湾村。